# Rhinella bergi
Rhinella bergi é uma espécie de anfíbio da família Bufonidae. Pode ser encontrada no Brasil, Argentina e Paraguai.